# Mistelbach (Oberfranken)

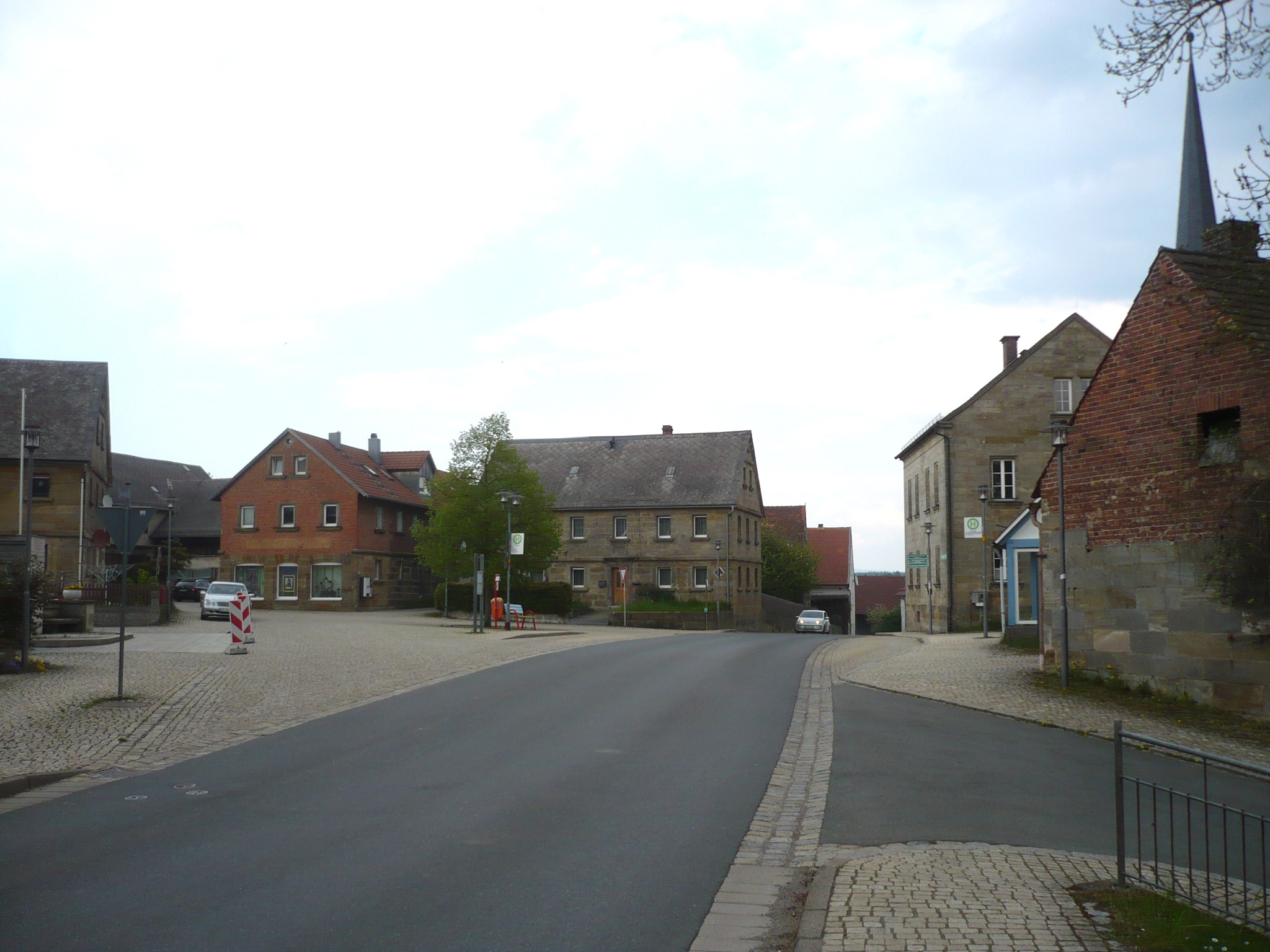
Ortsmitte von Mistelbach

Mistelbach (ⓘ) ist eine Gemeinde im oberfränkischen Landkreis Bayreuth. Der gleichnamige Hauptort ist Sitz der Gemeindeverwaltung und der Verwaltungsgemeinschaft Mistelbach.

## Geografie

### Geographische Lage
Die Gemeinde liegt ca. sieben Kilometer von Bayreuth entfernt im Hummelgau am nordnordöstlichen Rand der Fränkischen Schweiz. Durch das Gemeindegebiet fließt die Mistel, ein linker Zufluss des Roten Mains.

### Gemeindegliederung
Es gibt sechs Gemeindeteile (in Klammern ist der Siedlungstyp angegeben):
- Finkenmühle (Einöde)
- Mistelbach (Pfarrdorf)
- Poppenmühle (Einöde)
- Schnörleinsmühle (Weiler)
- Sonnenleithen (Einöde)
- Zeckenmühle (Einöde)

Daneben bestehen noch drei Einöden mit Eigennamen:
- Dorfmühle
- Trautscheit
- Warmuthsreut

Es gibt auf dem Gemeindegebiet nur die Gemarkung Mistelbach. Sie hat eine Fläche von 6,124 km² und ist in 1951 Flurstücke aufgeteilt, die eine durchschnittliche Flurstücksfläche von 3138,77 m² haben. In ihr liegen sämtliche Gemeindeteile.

### Nachbargemeinden
Nachbargemeinden sind (von Norden beginnend im Uhrzeigersinn): Bayreuth, Gesees, Hummeltal, Mistelgau und Eckersdorf.

## Geschichte

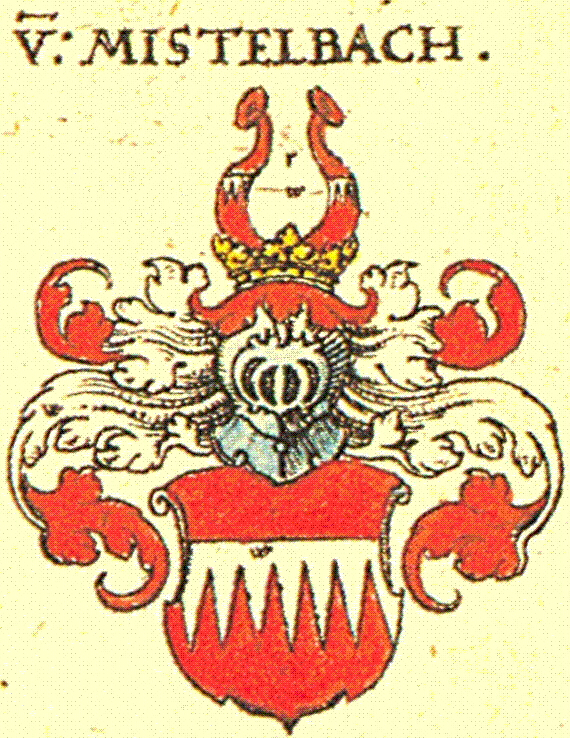
Wappen der Familie von Mistelbach nach Siebmachers Wappenbuch
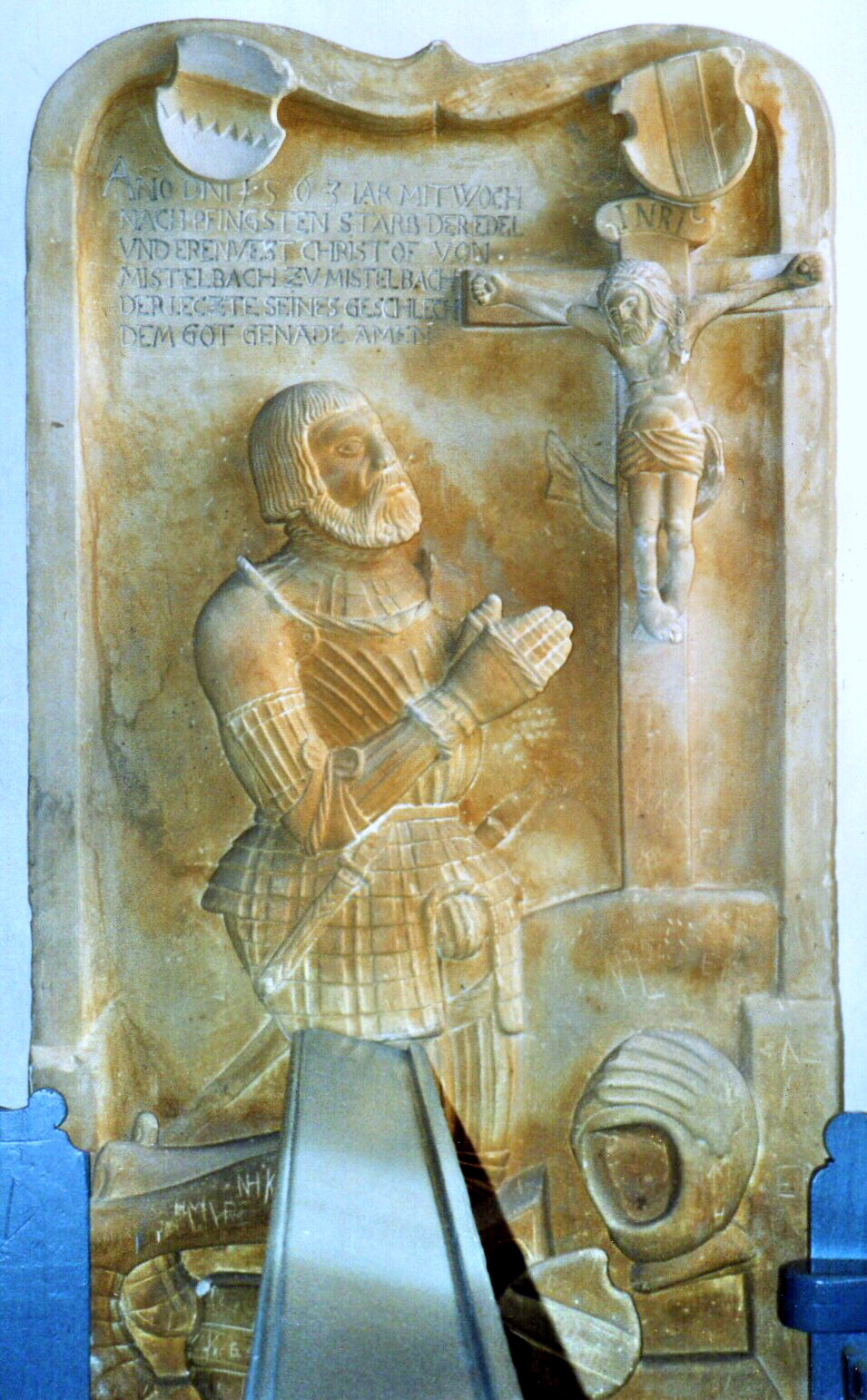
Epitaph des letzten Mistelbacher Ritters Christoph (gestorben 1563) in der St.-Bartholomäus-Kirche

### Bis zur Gemeindegründung
Der Ort wurde am 4. Mai 1125 als „Mistelbach“ erstmals schriftlich erwähnt. Dem Ortsnamen liegt ein Gewässername zugrunde, der auf einen von Misteln umsäumten Bach verweist. Seit 1321 ist das Reichsrittergeschlecht Mistelbach bezeugt, das 1563 in männlicher Linie ausstarb. 
Mistelbach bildete mit Finkenmühle, Poppenmühle, Schnörleinsmühle, Sonnenleithen und Zeckenmühle eine Realgemeinde. Gegen Ende des 18. Jahrhunderts gab es in Mistelbach 60 Anwesen. Die Hochgerichtsbarkeit stand dem bayreuthischen Stadtvogteiamt Bayreuth zu. Die Dorf- und Gemeindeherrschaft wurde sowohl vom Hofkastenamt Bayreuth als auch dem Amt St. Johannis beansprucht. Grundherren waren
- das Fürstentum Bayreuth unmittelbar (55 Anwesen):
  - Hofkastenamt Bayreuth (19 Anwesen: 4 Halbhöfe, 9 Sölden, 2 Gütlein, 1 Mühle, 1 Tropfhaus, 1 Gemeindeschmiede, 1 Hirtenhaus),
  - Hofkanzlei Bayreuth (5 Anwesen: 4 Gütlein, 1 Haus),
  - Stift- und Pfründamt Bayreuth (1 Söldengütlein, 1 Viertelhöflein),
  - Amt St. Johannis (28 Anwesen: 9 Sölden, 1 Sölde mit Zapfenschenke, Back- und Branntweingerechtigkeit, 4 Gütlein, 1 Gütlein mit Schmiedrecht, 1 Tropfgütlein, 8 Tropfhäuser, 3 Häuser, 1 Wohnhaus),
  - Verwaltung Ramsenthal (1 Gütlein);
- das Fürstentum Bayreuth mittelbar (5 Anwesen):
  - Hospital Bayreuth (2 Söldengütlein),
  - Gotteshaus Bayreuth (1 Tropfhaus)
  - Pfarrei Mistelbach (1 Halbhof, 1 Söldengut).[8]

Als Teil des seit 1792 preußischen Fürstentums Bayreuth kam Mistelbach im Frieden von Tilsit zu Frankreich und wurde 1810 an das Königreich Bayern verkauft. Von 1797 bis 1810 unterstand der Ort dem Justiz- und Kammeramt Bayreuth. 1812 wurde infolge des Gemeindeedikts Mistelbach dem Steuerdistrikt Gesees zugewiesen. Zugleich entstand die Ruralgemeinde Mistelbach, zu der Finkenmühle, Poppenmühle, Schnörleinsmühle, Sonnenleithen und Zeckenmühle gehörten. Sie war in Verwaltung und Gerichtsbarkeit dem Landgericht Bayreuth zugeordnet und in der Finanzverwaltung dem Rentamt Bayreuth (1919 in Finanzamt Bayreuth umbenannt). Ab 1862 gehörte Mistelbach zum Bezirksamt Bayreuth (1939 in Landkreis Bayreuth umbenannt). Die Gerichtsbarkeit blieb beim Landgericht Bayreuth (1879 in Amtsgericht Bayreuth umgewandelt).

### Einwohnerentwicklung
Im Zeitraum von 1988 bis 2018 wuchs die Gemeinde von 1533 auf 1599 um 66 Einwohner bzw. um 4,3 %. Ein Höchststand wurde am 31. Dezember 2004 mit 1653 Einwohnern erreicht. 
Ort Mistelbach
| Jahr      | 001819 | 00 1822 | 001861 | 001871 | 001885 | 001900 | 001925 | 001950 | 001961 | 001970 | 001987 | 002022 |
| Einwohner | 389 *  | 381     | 494    | 529    | 544    | 599    | 658    | 1342   | 1174   | 1303   | 1474   | 1535   |
| Häuser    |        | 63      |        |        | 74     | 73     | 99     | 156    | 201    |        | 374    |        |
| Quelle    | [ 11 ] | [ 9 ]   | [ 12 ] | [ 13 ] | [ 14 ] | [ 15 ] | [ 16 ] | [ 17 ] | [ 18 ] | [ 19 ] | [ 20 ] | [ 21 ] |

Gemeinde Mistelbach
| Jahr      | 1822  | 1840   | 1852   | 1861   | 1867   | 1871   | 1875   | 1880   | 1885   | 1890   | 1895   | 1900   | 1905   | 1910   | 1919   | 1925   | 1933   | 1939   | 1946   | 1950   | 1961   | 1970   | 1987   | 1995 | 2000 | 2005 | 2010   | 2015   | 2020   |
| Einwohner | 414   | 518    | 462    | 535    | 534    | 570    | 580    | 608    | 581    | 556    | 594    | 639    | 699    | 721    | 698    | 692    | 805    | 915    | 1355   | 1415   | 1205   | 1340   | 1502   | 1572 | 1545 | 1654 | 1619   | 1594   | 1564   |
| Häuser    | 69    |        |        |        |        | 78     |        |        | 81     | 79     |        | 78     |        |        |        | 104    |        |        |        | 163    | 208    |        | 382    |      |      |      |        | 504    | 513    |
| Quelle    | [ 9 ] | [ 22 ] | [ 22 ] | [ 12 ] | [ 23 ] | [ 13 ] | [ 24 ] | [ 25 ] | [ 14 ] | [ 26 ] | [ 22 ] | [ 15 ] | [ 22 ] | [ 27 ] | [ 22 ] | [ 16 ] | [ 22 ] | [ 22 ] | [ 22 ] | [ 17 ] | [ 18 ] | [ 19 ] | [ 20 ] |      |      |      | [ 28 ] | [ 28 ] | [ 29 ] |

## Politik

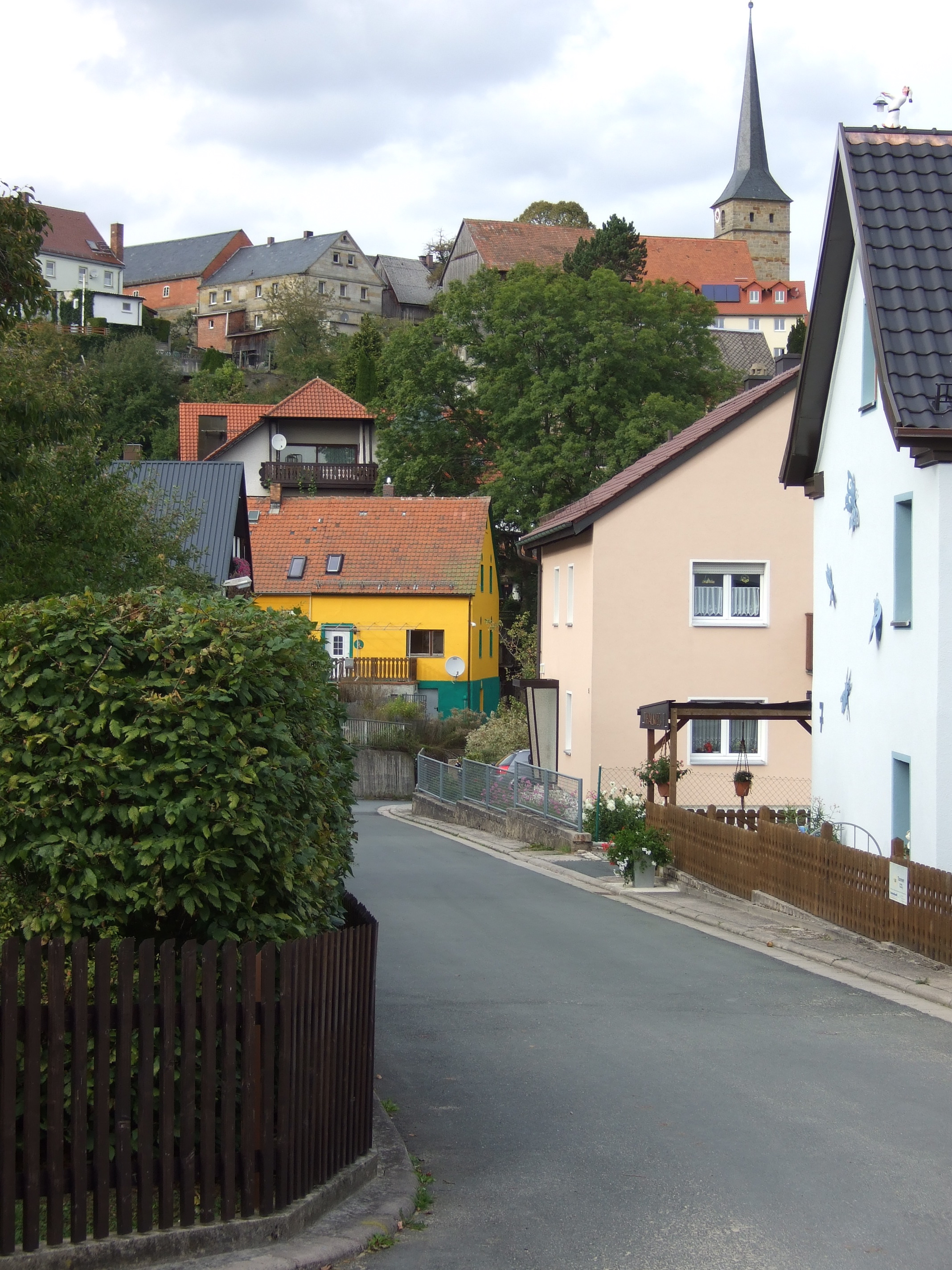
Mistelbach vom Tal aus gesehen

### Bürgermeister
Erster Bürgermeister ist Matthias Mann (SPD).

### Gemeinderat
Die Gemeinderatswahlen seit 2014 führten zu folgenden Ergebnissen:
| Partei/Liste                    | 2020  | 2020  | 2014  |
| Partei/Liste                    | %     | Sitze | Sitze |
| ------------------------------- | ----- | ----- | ----- |
| SPD                             | 39,01 | 5     | 5     |
| CSU                             | 25,56 | 3     | 3     |
| Bürgerinitiative-Pro Mistelbach | 25,02 | 3     | 3     |
| Freie Wählergemeinschaft        | 10,42 | 1     | 1     |

### Interkommunale Zusammenarbeit
Die Gemeinde ist seit 1999 Mitglied im Verein für Regionalentwicklung „Rund um die Neubürg-Fränkische Schweiz“.

### Verwaltung
Die Gemeinde ist Mitglied der Verwaltungsgemeinschaft Mistelbach.

## Wappen und Flagge
Wappen
| Wappen von Mistelbach | Blasonierung: „Auf roten Hintergrund ist, über zwei gekreuzten silbernen Messern, ein unten gekerbter goldener Balken.“ |
| Wappen von Mistelbach | Wappenbegründung: Der goldene Balken vor rotem Hintergrund geht auf das 1563 in männlicher Linie ausgestorbene Ortsadelsgeschlecht derer von Mistelbach zurück. Die silbernen Messer erinnern an den Heiligen der Pfarrkirche St. Bartholomäus. |

Flagge
Die Gemeindeflagge ist rot-weiß.

## Kultur und Sehenswürdigkeiten

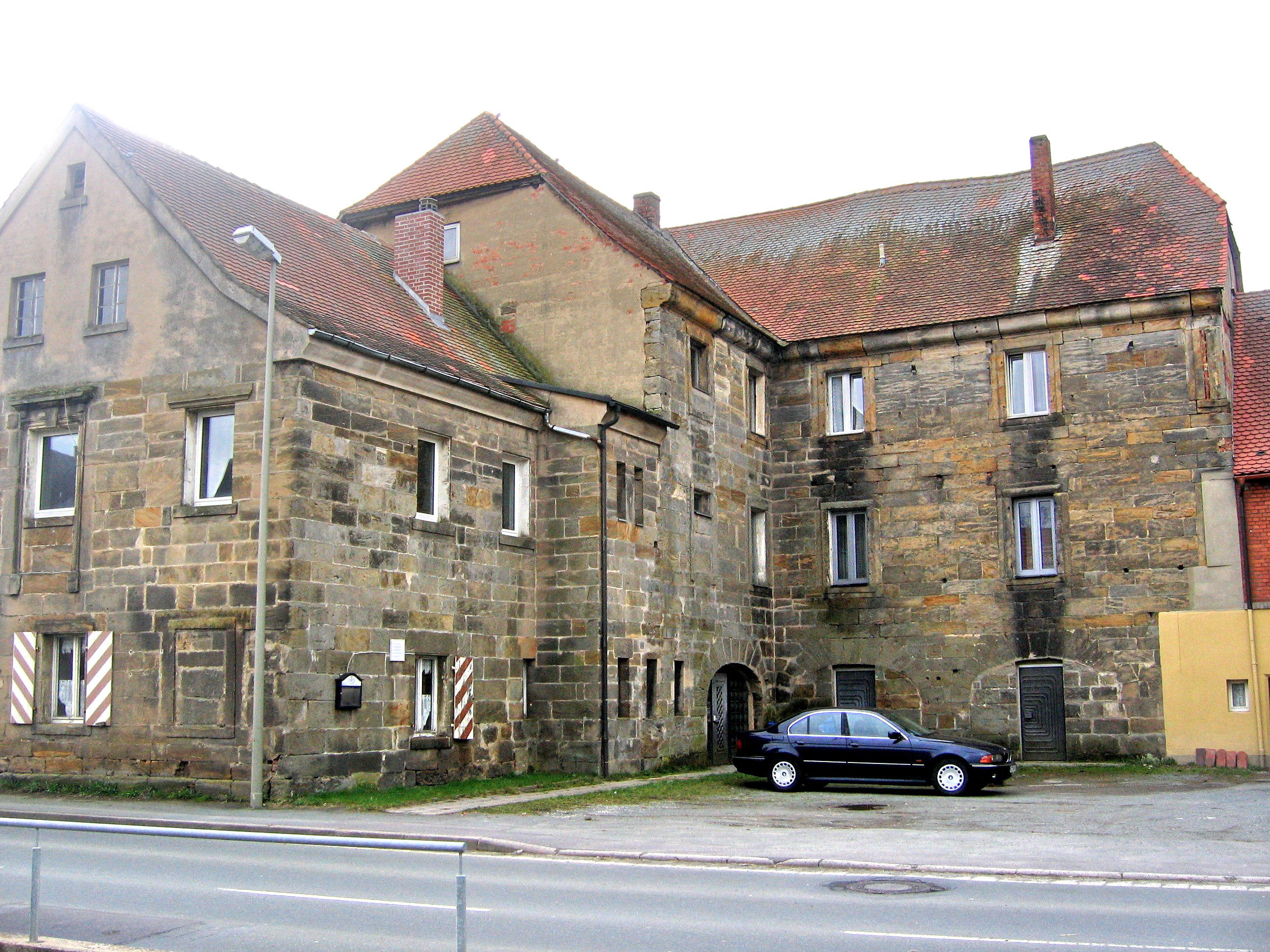
Schloss Mistelbach

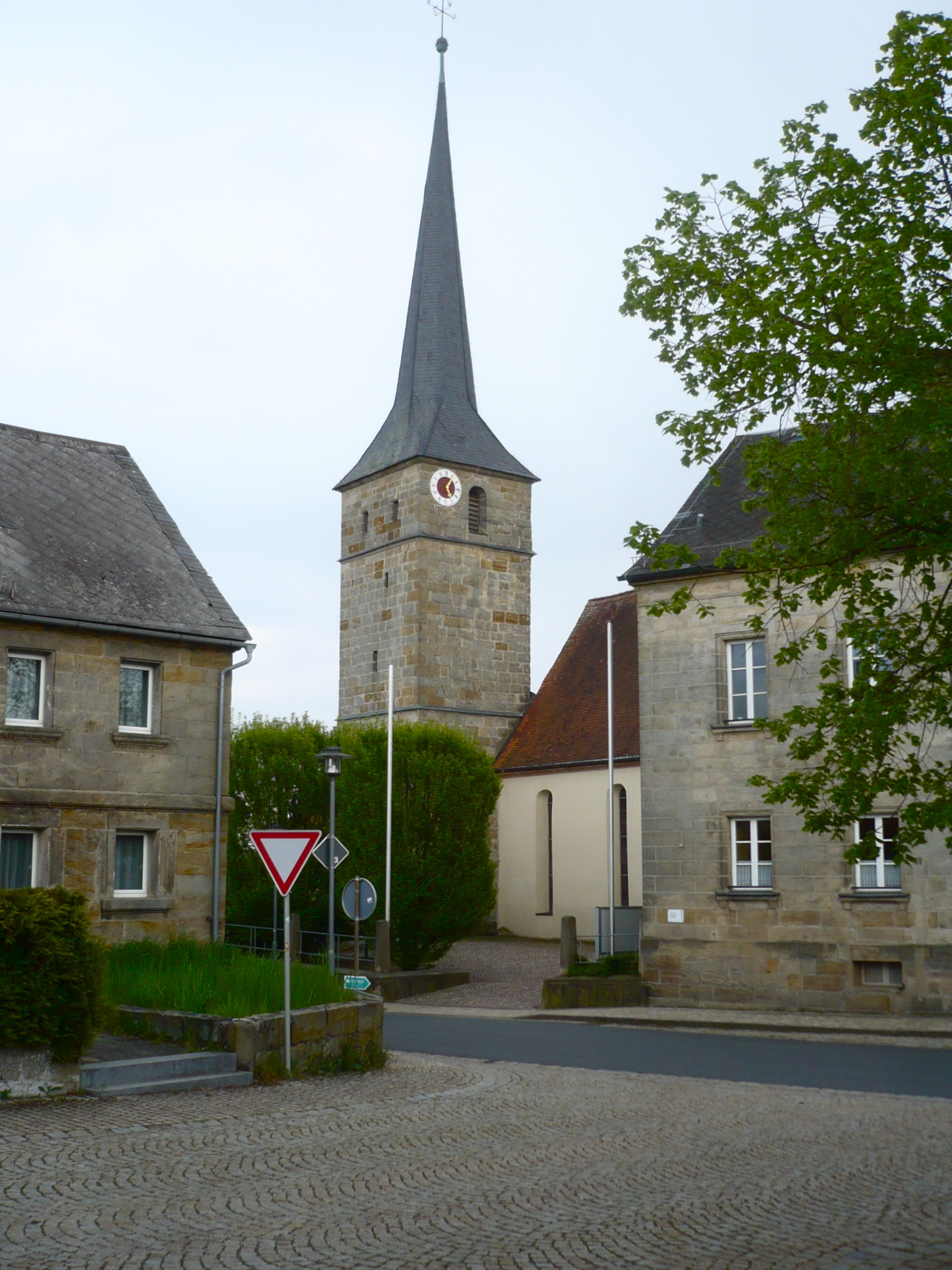
Kirche St. Bartholomäus

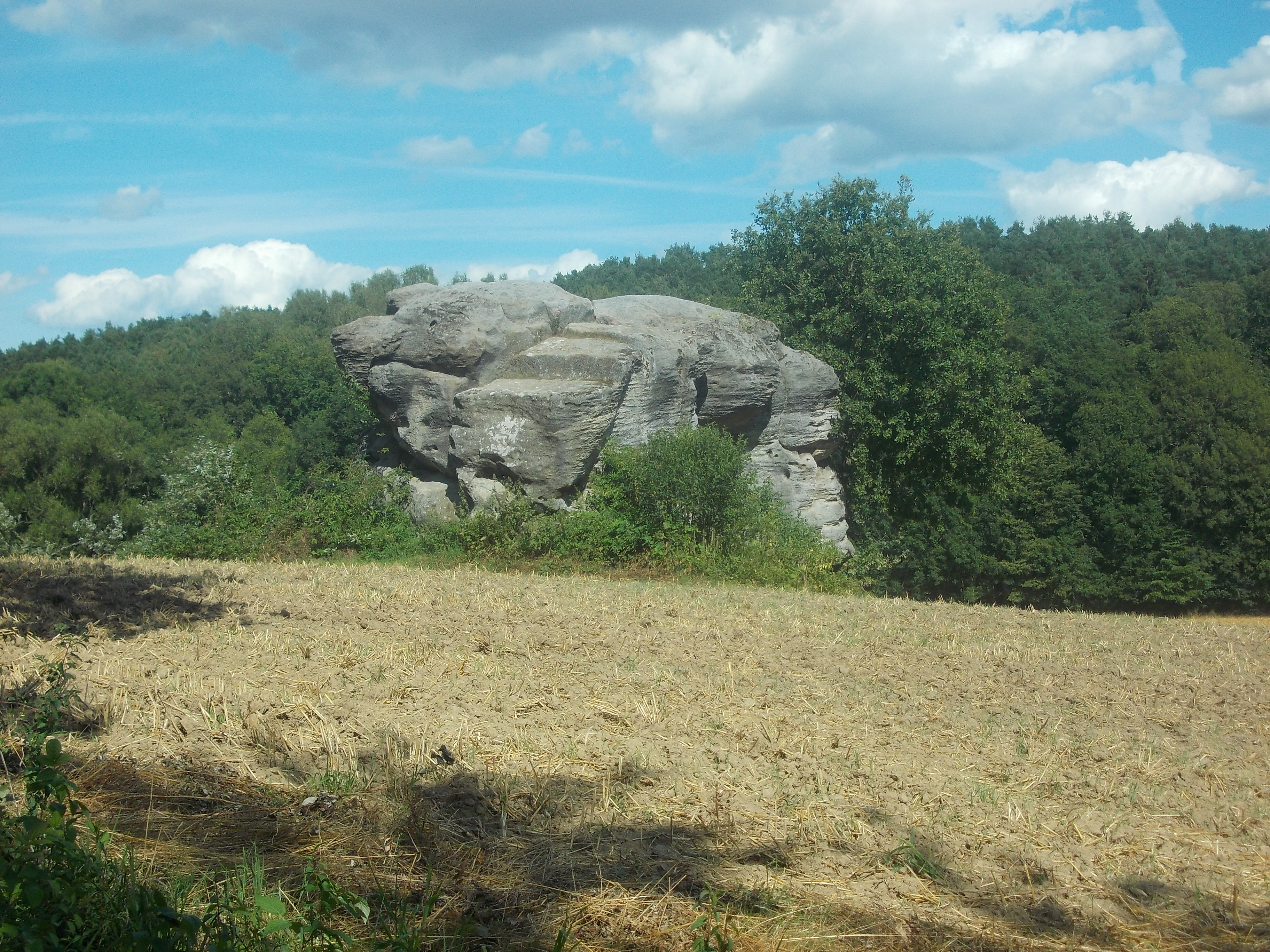
Viertelstein

### Bauwerke
- Evangelische Kirche St. Bartholomäus
- Schloss Mistelbach (die Burg der Edelfreien von Mistelbach, Neubau 1763)
- Jagdtisch des Markgrafen von Bayreuth im Waldgebiet Arzloch

### Naturdenkmäler
- Schlucht Arzloch, Geotop-Nr. 472R022
- Hirtenstein, Geotop-Nr. 472R153
- Viertelstein, Geotop-Nr. 472R020
- Sattlerstein, Geotop-Nr. 472R025

### Sport
- TSV Mistelbach mit fünf Jugendmannschaften, zwei Seniorenmannschaften, einer Altherrenmannschaft (alle Fußball), Damengymnastik, einer Tennismannschaft, zwei Tischtennismannschaften, einer Theaterabteilung und einer Skiabteilung.
- Die Wanderfreunde Mistelbach/Bayreuth führen Fern-, Tages- und Halbtageswanderungen sowie Vereinsausflüge durch.

## Verkehr

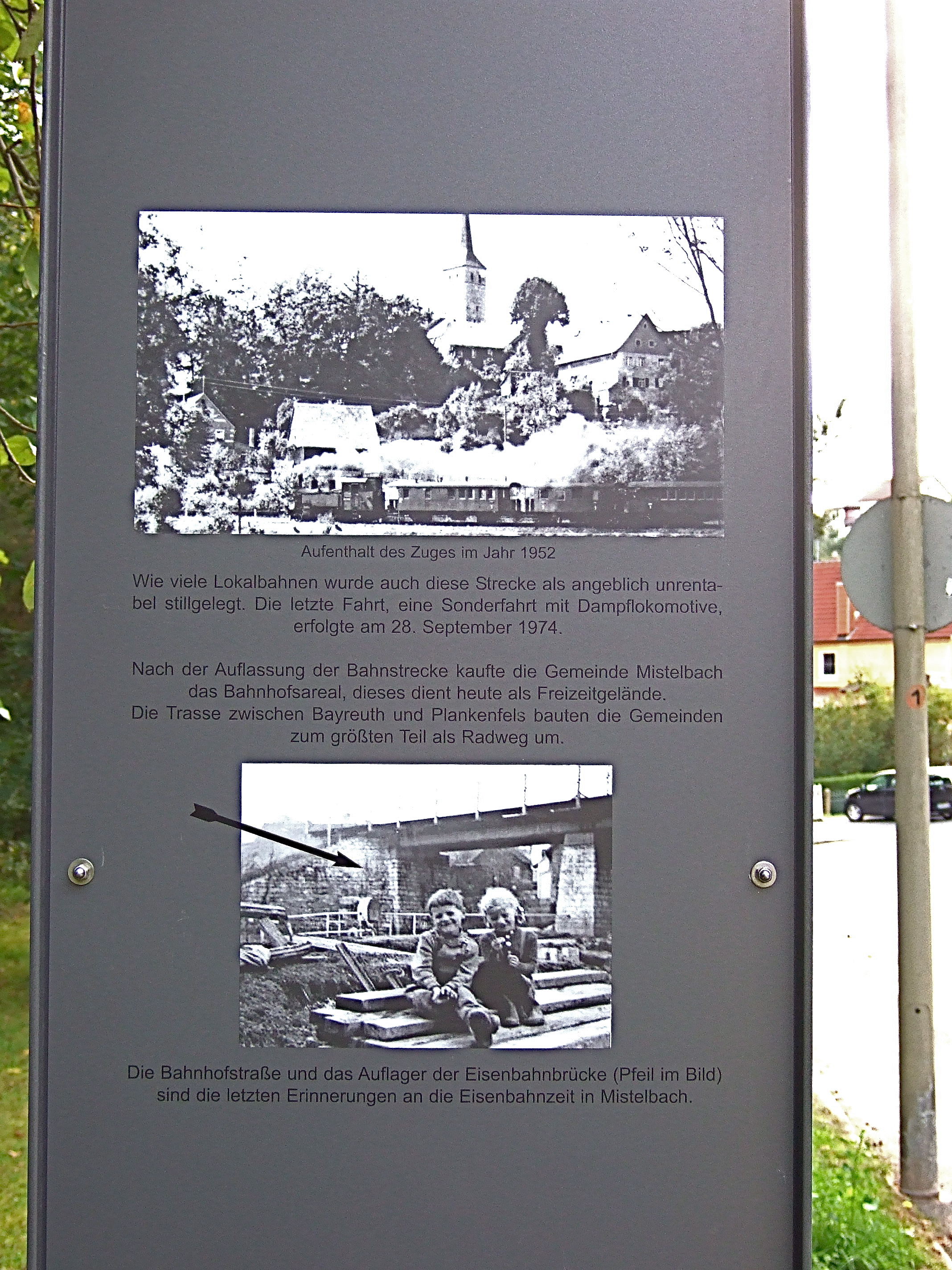
Infostele am ehemaligen Bahnhof

Die Staatsstraße 2163 führt nach Pittersdorf (1,9 km südwestlich) bzw. an Geigenreuth vorbei zur Bundesstraße 22 bei Meyernberg (2,3 km nordöstlich). Von der St 2163 zweigt die Staatsstraße 2185 in Richtung Mistelgau ab (2,7 km westlich). Eine Gemeindeverbindungsstraße führt nach Forkendorf zur Kreisstraße BT 5 (2,3 km östlich).
Die Ortsdurchfahrt von Mistelbach wird von täglich rund 10.000 Kraftfahrzeugen passiert. Nach rund 16 Jahre währenden Auseinandersetzungen zwischen Befürwortern und Gegnern wurde das Projekt einer Umgehungsstraße aufgegeben. Der Bau der nördlich des Dorfs vorgesehenen Straße hätte den Einzugsbereich der Wasserversorgung der Nachbargemeinde Eckersdorf beeinträchtigen können.
Den Ort tangierte die 1904 eröffnete Nebenbahn Bayreuth–Hollfeld, an der Mistelbach südöstlich des Ortskerns im Tal der Mistel einen Bahnhof erhielt. Im September 1974 fuhr auf der Strecke der letzte Zug, anschließend wurden die Gleise abgebaut.
Im Rahmen des Verkehrskonzepts „30-Minuten-Takt Hummelgau“ ist Mistelbach seit dem 1. September 2022 werktags halbstündlich, an den Wochenenden im Stundentakt durch Regionalbusse mit Bayreuth verbunden.

## Industrie
Seit 1972 ist der Plüschtier- und Puppenhersteller Sigikid in Mistelbach ansässig. Im Jahr 1991 erwirtschaftete das Unternehmen mit 514 Mitarbeitern und 192 Heimarbeitern einen Umsatz von 53 Millionen DM. Mittlerweile wurde die Produktion vollständig ins Ausland verlagert.

## Söhne und Töchter der Gemeinde

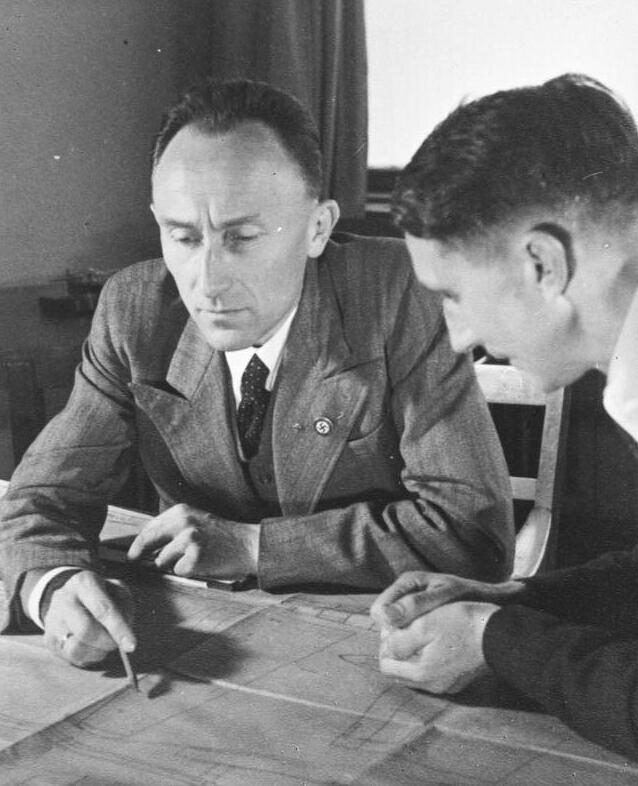
Ernst Zindel (links) 1940

- Friedrich Wilhelm Hagen (* 31. März 1767, † 27. April 1837), Autor, Stadtpfarrer, Dekan und Distriktsschulinspektor
- Ernst Zindel (* 23. Januar 1897, † 10. Oktober 1978), Flugzeugkonstrukteur u. a. der Junkers Ju 52/3m. Darauf wurde bei den gelegentlich vom Verkehrslandeplatz Bayreuth ausgehenden Rundflügen mit der D-AQUI hingewiesen und ggf. eine Ehrenrunde über dem Ort gedreht.